# Olaf Vos
Olaf Vos (Meedhuizen, 2 februari 1972) is een Nederlands taaldeskundige, Wiskunde docent, singer-songwriter en presentator. Hij was in 2006 de oprichter van de Groninger rapgroep Bond tegen Harries en presenteerde het taalprogramma Grunnegers op RTV Noord. In 2010 begon hij met een solocarrière. Sinds 2015 is hij zanger en tekstschrijver van de Groningstalige coverband VanDeStraat050.